# Лімпезіш
Лімпезіш (рум. Limpeziș) — село у повіті Бузеу в Румунії. Входить до складу комуни Мовіла-Банулуй.
Село розташоване на відстані 74 км на північний схід від Бухареста, 23 км на південний захід від Бузеу, 116 км на південний захід від Галаца, 115 км на південний схід від Брашова.

## Населення
За даними перепису населення 2002 року у селі проживали 1127 осіб. Усі жителі села рідною мовою назвали румунську.
Національний склад населення села:
| Національність | Кількість осіб | Відсоток |
| -------------- | -------------- | -------- |
| румуни         | 1108           | 98,3%    |
| цигани         | 18             | 1,6%     |